# 13716 Trevino
A 13716 Trevino (ideiglenes jelöléssel 1998 QJ40) a Naprendszer kisbolygóövében található aszteroida. A LINEAR projekt keretében fedezték fel 1998. augusztus 17-én.